# سيد نذر الإسلام
سيد نذر الإسلام ((بالبنغالية: সৈয়দ নজরুল ইসলাম) Soiod Nozrul Islam) (3 نوفمبر 1925 - 1975) كان سياسيا من بنغلاديش وقائدا لحزب رابطة عوامي. خلال حرب الاستقلال البنغلاديشية، شغل منصب نائب رئيس بنغلاديش في حكومة بنغلاديش المؤقتة. كما شغل منصب الرئيس بالوكالة عندما كان يغيب الرئيس شيخ مجيب الرحمن.

## سيرته
ولد سيد نذر الإسلام سنة 1925 في جاشودال دامبارا في مقاطعة كيشوريغانج (ثم مقاطعة ميمنسنغ) في البنغال. حصل على شهادة في تاريخ القانون من جامعة دكا وكان قائدا طلابيا سياسيا في العصبة الإسلامية. كما ترأس سيد نذر الإسلام فريقي الطلبة للكريكت والهوكي في الكلية وشارك في حركة باكستان. دخل الخدمة العامة في باكستان في عام 1949 لكنه استقال عام 1951 وعمل أستاذا في جامعة أناندموهان في ميمنسنغ, كما عمل في مجال القانون.

## النشاط السياسي
بدآ نشاط سيد نذر الإسلام السياسي عندما انضم لحزب رابطة عوامي وشارك في حركة اللغة البنغالية عام 1952, ولهذا اعتقلته الشرطة الباكستانية. كان من الممكن أن يرتقي إلى مناصب قيادية في الأحزاب المحلية والمركزية، ليصبح صديقا مقربا من زعيم الحزب الشيخ مجيب الرحمن. تم سجنه خلال حركة مطالب النقاط الست. انتخبت في المجلس الوطني الباكستاني عام 1970 ، وشغل لفترة فصيرة منصب نائب زعيم الأغلبية. بعد أن ألقت القوات الباكستانية القبض على مجيب الرحمن في 25 مارس 1971، هرب سيد نذر الإسلام إلى مجيبناجار مع زعماء آخرين من الحزب وأعلن استقلال بنغلاديش. انتخب مجيب الرحمن رئيسا لبنغلاديش وشغل سيد نذر الإسلام رئيسا بالوكالة مع تعيين تاج الدين أحمد رئيسا للوزراء. لعب سيد نذر الإسلام دورًا رئيسيًا في قيادة القضية القومية، وتنسيق قوة موكتي باهيني والحصول على دعم من الهند ودول أخرى.
بعد استقلال بنغلاديش، عين سيد نذر الإسلام وزيرا للصناعة، ونائب قائد في البرلمان وعضو في لجنة الدستور. عندما حظر مجيب الرحمن الأحزاب السياسية الأخرى وتولى سلطات كاسحة رئيسا في عام 1975, عين سيد نذر الإسلام نائي رئيس BAKSAL.

## الوفاة
في أعقاب اغتيال شيخ مجيب الرحمن في 15 أغسطس 1975، هرب سيد نذر الإسلام مع أنصار آخرين لمجيب الرحمن، مثل تاج الدين أحمد وأبو حسنات محمد قمر الزمان ومحمد منصور علي، لكن نظام الرئيس الجديد خندكر مشتاق أحمد اعتقله في نهاية المطاف. تم سجن الزعماء الأربعة في سجن دكا المركزي واغتيالهم في 3 نوفمبر في ظروف مثيرة للجدل وغامضة. يتم الاحتفال بهذا اليوم كل عام في بنغلاديش يوم قتل السجن. حكم الكابتن قسمت هاشم بالسجن مدى الحياة لقتله. مات بسبب السكتة القلبية في كندا.

## الذكرى
أنشأت الحكومة كلية الشهيد سيد نذر الإسلام الطبية في كيشوريغانج وحملت اسمه. سيد أشرف الإسلام هو ابن سيد نذر الإسلام.